# コンサートツアー

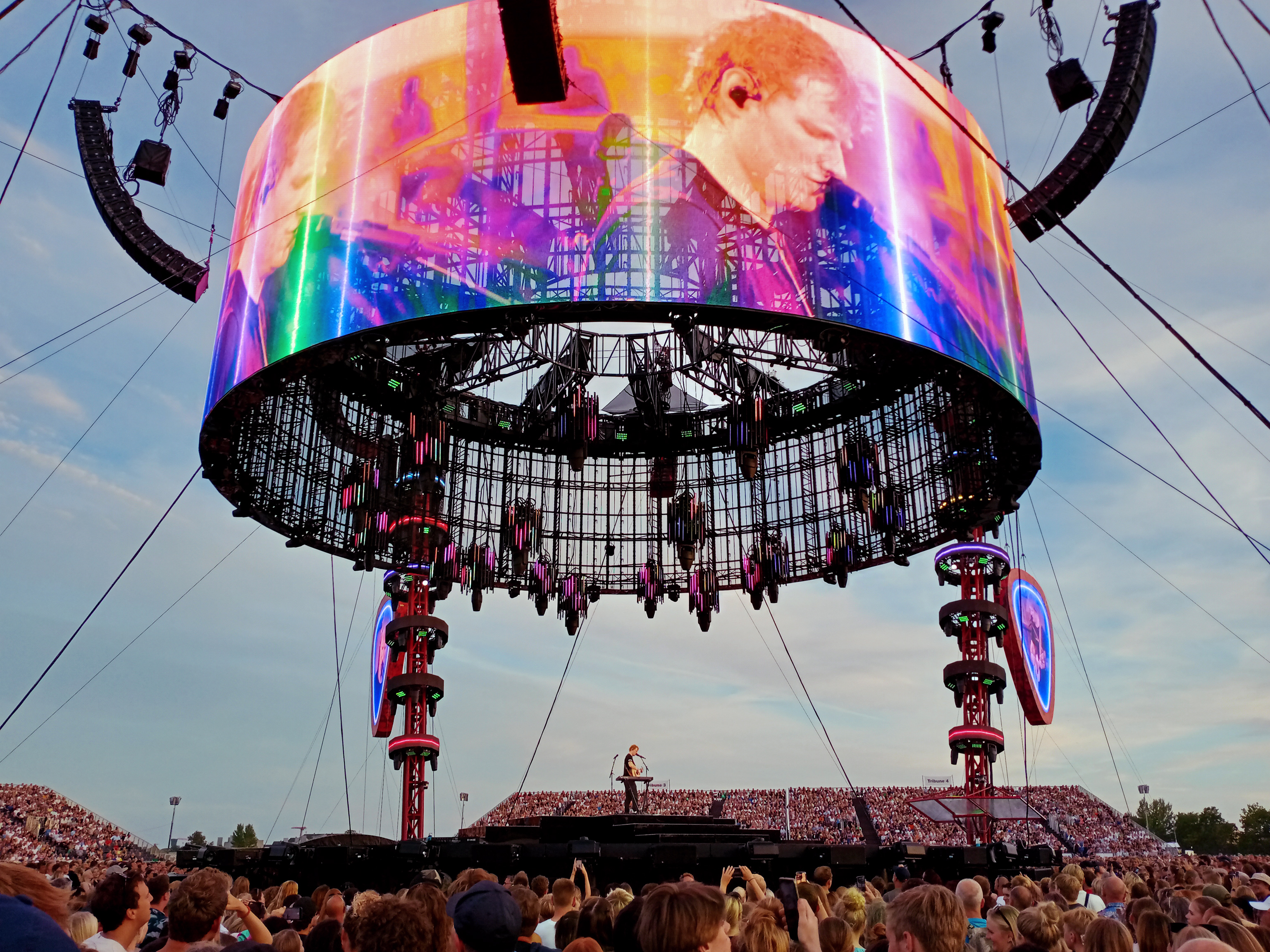
エド・シーランが開催した『+–=÷× Tour』（2022–2024）のコペンハーゲン公演

コンサートツアー（英: Concert Tour）とは、ある歌手や音楽グループなどによって、異なる場所、都市、国で開催される一連のコンサートのことである。単にツアー（英：Tour）と呼ばれることもある。また、コンサート・ツアーを開催する歌手や音楽グループなどは、ツアーアーティスト（英：Touring Artist）と呼ばれる。 
同じアーティストによる他のコンサート・ツアーと区別する際、あるアルバムや製品と関連づけた名称を付けられることがしばしばである。ポピュラー音楽の分野においては、数ケ月や数年に渡って行われる大規模な事業となることもあり、数十万、もしくは数百万もの人々を動員し、数億円規模のチケット収入が生じるものも見られる。 
長いコンサートツアーの中における区分は、レッグ（英：Legs）と呼ばれている。レッグは、ツアーの形式やアーティストの分野によって分け方が異なるが、レッグを分ける時点として一般的なのは、日程（特に長い休暇を挟んだ時）、国や大陸を跨いだ時、オープニングアクトの変更時である。 

## 開催目的
コンサートツアーの大多数は、アルバムの発売を支えるプロモーション企画の一部として行われる。したがって、そのアルバムに収録される新しい楽曲がセットリストに含まれている場合が多い。アメリカの歌手・ジャスティン・ビーバーが開催した『ビリーヴ・ツアー』（2012年–2013年）がその例として挙げられる。 
新しい商品や特定のアルバムの発売に関連しない「グレイティスト・ヒット・ツアー」（英：greatest hits tours）や「リユニオン・ツアー」（英：reunion tour）といった類のツアーも存在する。イギリスのロックバンド・フリートウッド・マックが開催した『Unleashed Tour』（2009年）や、アメリカのロックバンド・ノー・ダウトが開催した『2009 Summer Tour』（2009年）などがこれに当たる。 また、テイラー・スウィフトが開催中の『The Eras Tour』（2023年–2024年）は、スウィフトの経歴を回顧するものとなっており、スウィフトが過去に発売したアルバムそれぞれの発売当時の世界観を再現している。 そして、アーティストが過去に発売したアルバムの周年記念として開催する場合もあり、アイルランドのロックバンド・U2が『ヨシュア・トゥリー』の発売30周年を記念して開催した『ヨシュア・トゥリー・ツアー2017』（2017年）や、アメリカのシンガーソングライター・ジャネット・ジャクソンが『リズム・ネイション1814』の発売30周年を記念して開催した『リズム・ネイション30周年記念特別ツアー』（2019年）がこれに該当する。

### フェアウェルツアー
フェアウェルツアー（英：Farewell Tour）とは、辞める予定の歌手、解散する予定のバンドなどによるコンサートツアーのことである。日本では、ファイナルツアーやラストツアーなどと呼ばれることもある。 ただ、歌手活動の再開や、バンドの再結成などにより、再びステージに帰ってくることも珍しくない。アーティストの死前に行われたフェアウェルツアーの例としては、イタリアのオペラ歌手・ルチアーノ・パヴァロッティが2004年に開催したツアーや、アメリカのカントリー歌手・ケニー・ロジャースが2015年から2017年にかけて開催したツアーが挙げられる。

## 興行収入

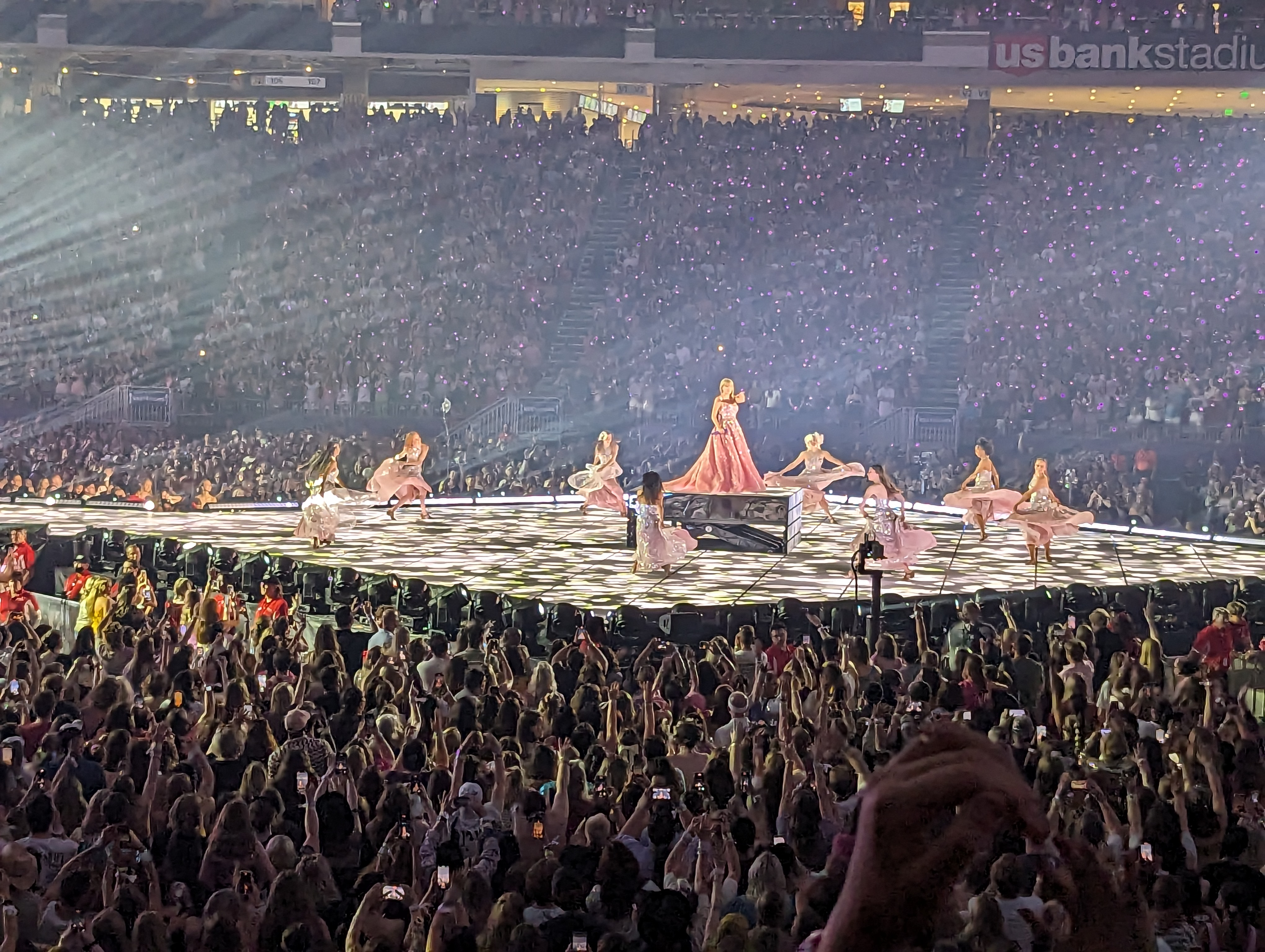
テイラー・スウィフトの『The Eras Tour』の様子
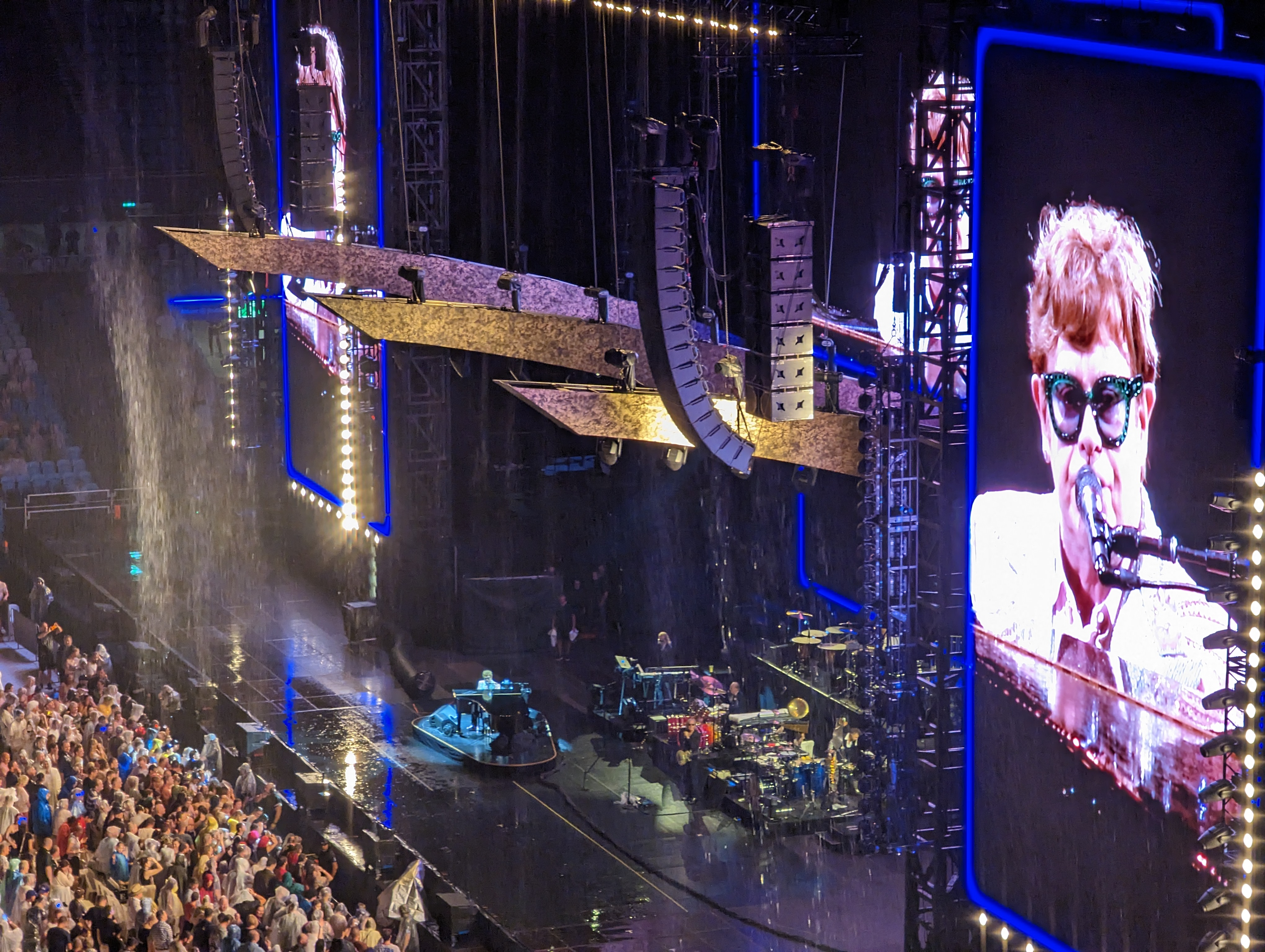
エルトン・ジョンの『Farewell Yellow Brick Road』の様子
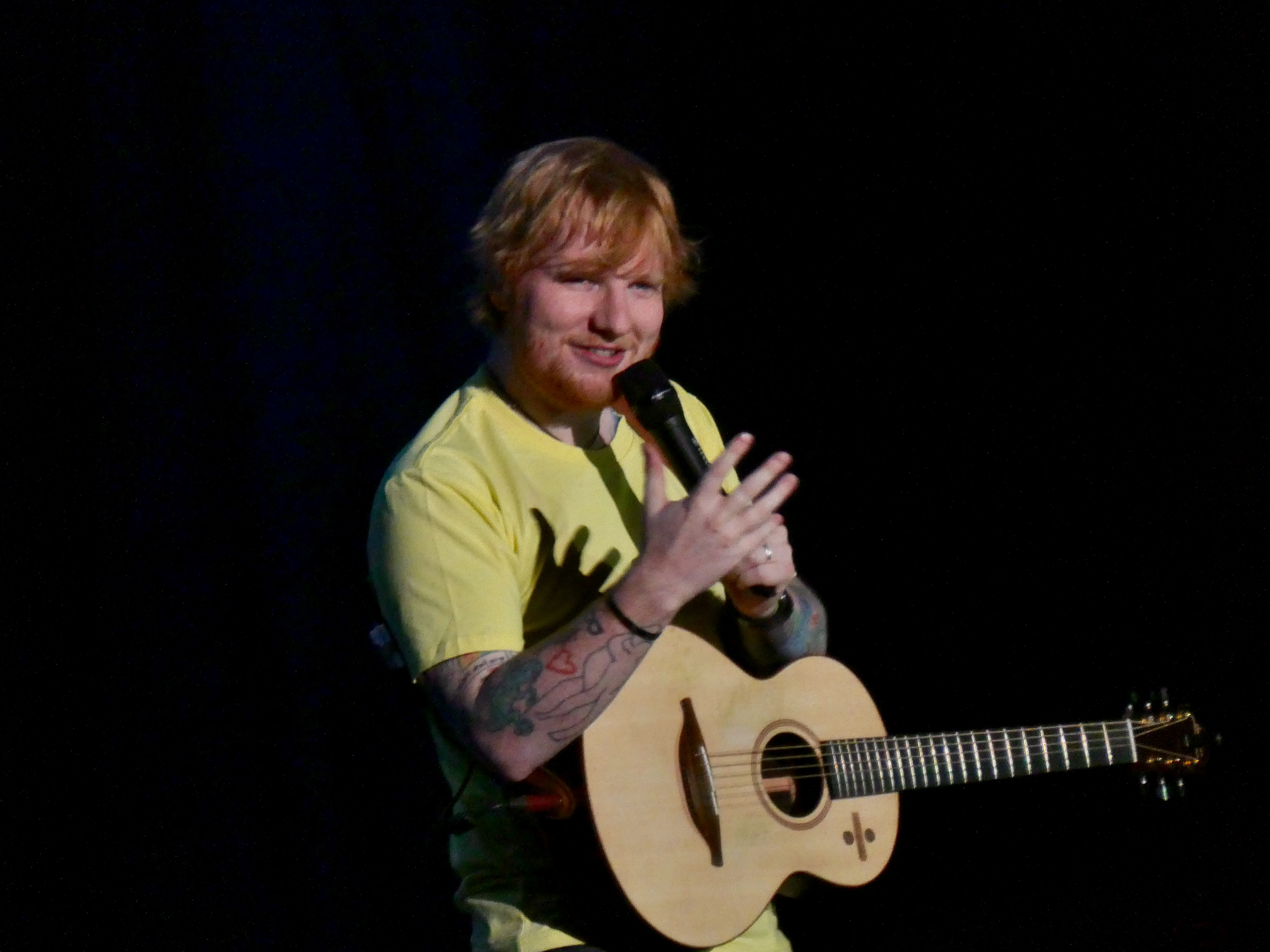
エド・シーランの『÷ Tour』の様子

アメリカの音楽業界誌『Billboard』の統計によると、2016年におけるコンサートツアーの興行収入は、世界全体で55億ドルを超えた。さらに、アメリカのライブ・コンサート専門誌『Pollstar』の統計によると、2023年に世界全体で開催されたツアーのうち、上位100番目以内に入る収益を記録したコンサートツアーの興行収入の総計は91億7000万ドルに達したという。コンサート自体のチケットに加え、ミート&グリートを組み合わせたパッケージを販売することによって、付加収益を生み出している。 しかし、2020年代初頭には、COVID-19の大流行によってツアービジネスが苦境に立たされた。『Pollstar』は、2020年における音楽業界の損失が300億ドルにも上ると推定している。
2023年現在、歴代最高の興行収入を記録しているコンサート・ツアーは、テイラー・スウィフトが開催中の『The Eras Tour』（2023年–2024年）であり、その収益は2023年だけで10億3900万ドルにもなる。1つのコンサートツアーにおける興行収入が10億ドルを突破したのは初めてのことである。
| アーティスト名           | タイトル                        | 開催年    | 公演数  | 興行収入       | 興行収入    | 備考   | 脚注            |
| アーティスト名           | タイトル                        | 開催年    | 公演数  | 総計           | 1公演あたり | 備考   | 脚注            |
| ------------------------ | ------------------------------- | --------- | ------- | -------------- | ----------- | ------ | --------------- |
| テイラー・スウィフト     | The Eras Tour                   | 2023–2024 | 70公演  | $1,039,263,762 | $17,321,063 | 開催中 | [ 注 3 ] [ 35 ] |
| エルトン・ジョン         | Farewell Yellow Brick Road      | 2018–2023 | 330公演 | $939,100,000   | $2,845,758  |        | [ 36 ]          |
| コールドプレイ           | Music of the Spheres World Tour | 2022–2024 | 132公演 | $810,966,040   | $6,143,682  | 開催中 | [ 37 ] [ 38 ]   |
| エド・シーラン           | ÷ Tour                          | 2017–2019 | 255公演 | $776,200,000   | $3,043,922  |        | [ 28 ] [ 39 ]   |
| U2                       | U2 360° Tour                    | 2009–2011 | 110公演 | $736,421,586   | $6,694,742  |        | [ 40 ]          |
| ハリー・スタイルズ       | Love On Tour                    | 2021–2023 | 169公演 | $617,325,000   | $3,652,811  |        | [ 41 ]          |
| ガンズ・アンド・ローゼズ | Not in This Lifetime... Tour    | 2016–2019 | 158公演 | $584,200,000   | $3,697,468  |        | [ 42 ]          |
| ビヨンセ                 | Renaissance World Tour          | 2023      | 56公演  | $579,800,000   | $10,353,571 |        | [ 43 ]          |
| ローリング・ストーンズ   | A Bigger Bang Tour              | 2005–2007 | 144公演 | $558,255,524   | $3,876,774  |        | [ 44 ]          |
| ローリング・ストーンズ   | No Filter Tour                  | 2017–2021 | 58公演  | $546,500,000   | $9,422,414  |        | [ 45 ]          |
| コールドプレイ           | A Head Full of Dreams Tour      | 2016–2017 | 114公演 | $523,033,675   | $4,588,015  |        | [ 46 ]          |

## 観客動員数

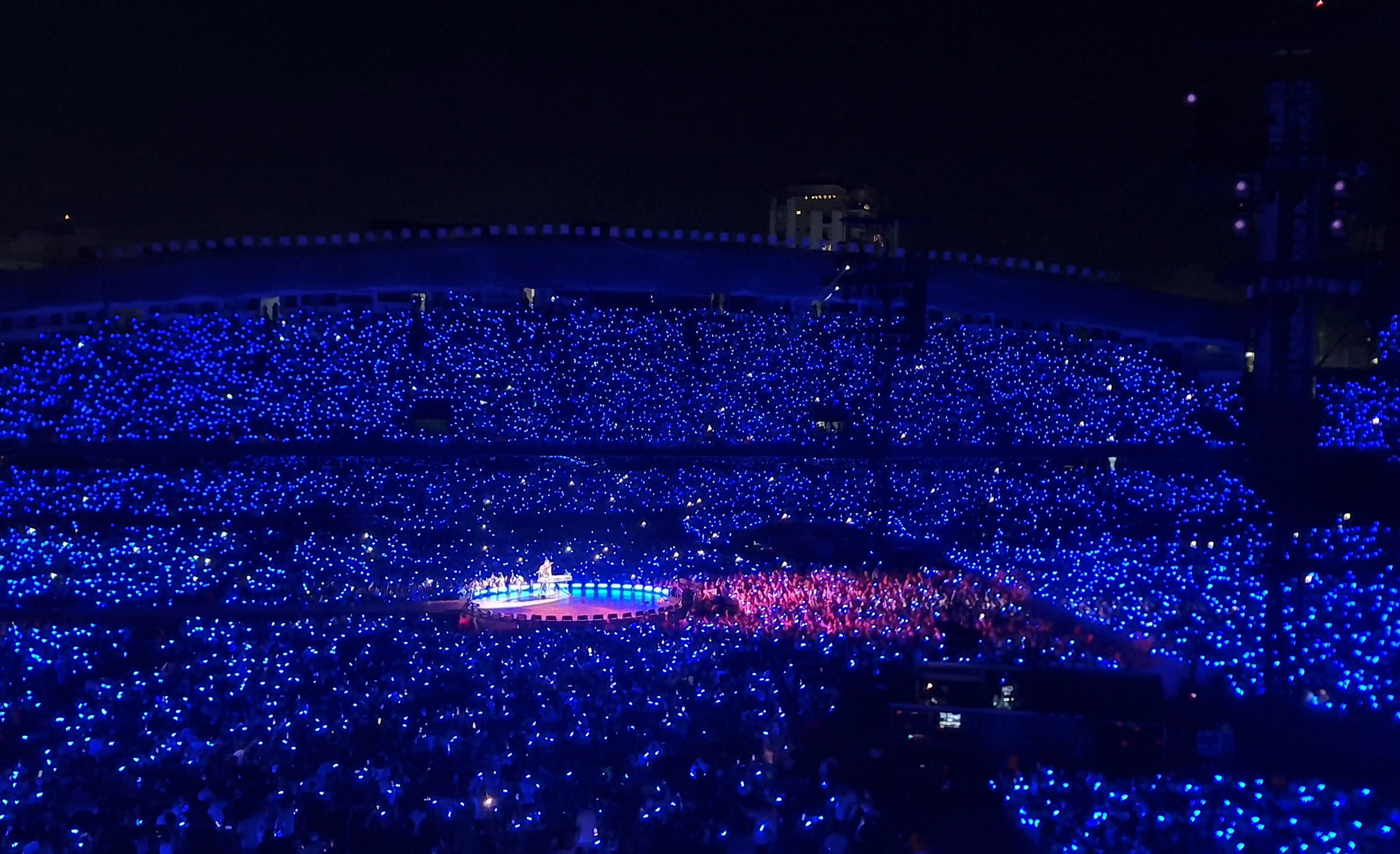
コールドプレイの『Music of the Spheres World Tour』（エスタジオ・マジョール・アントニオ・コウト・ペレイラ）の様子
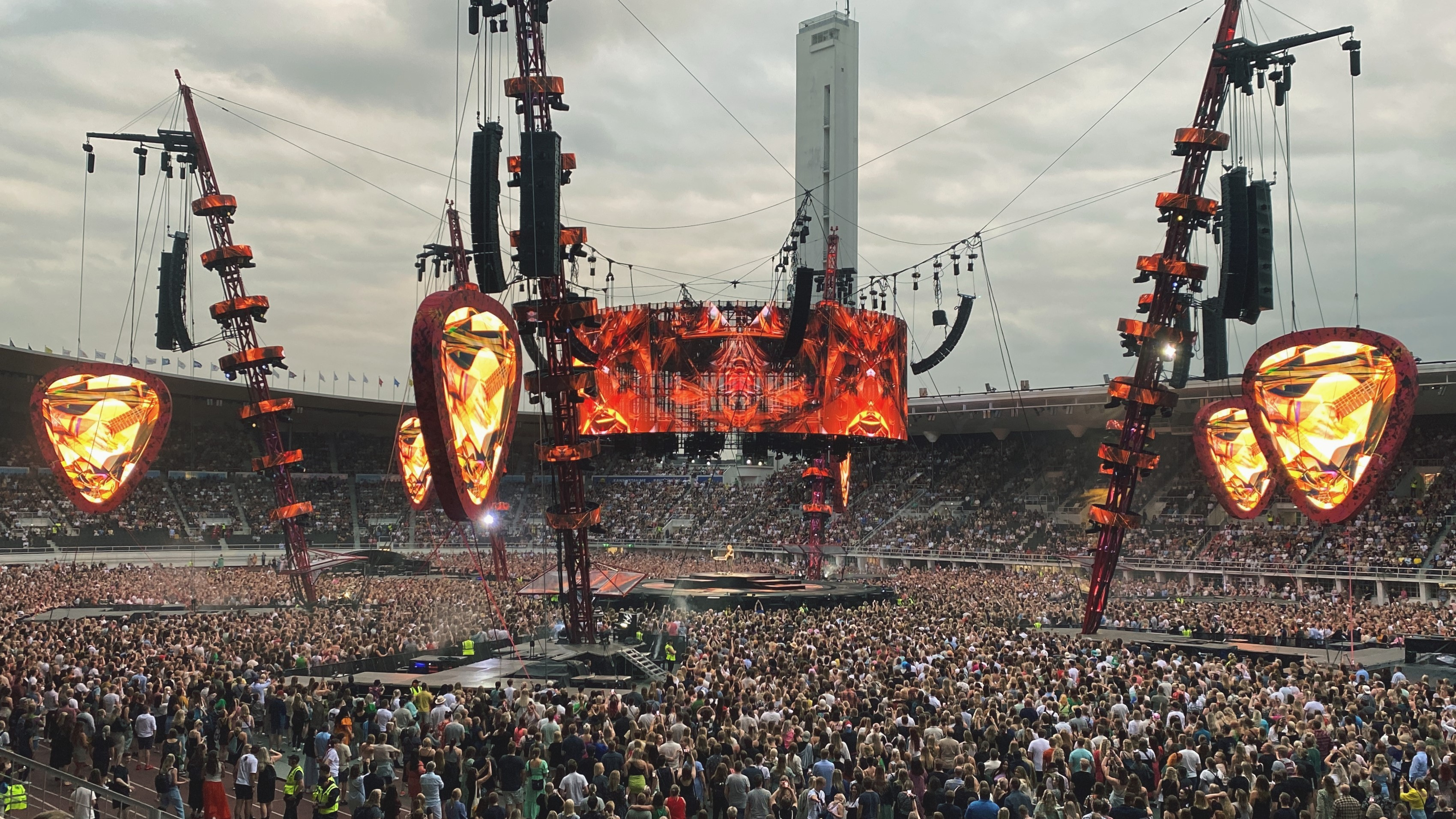
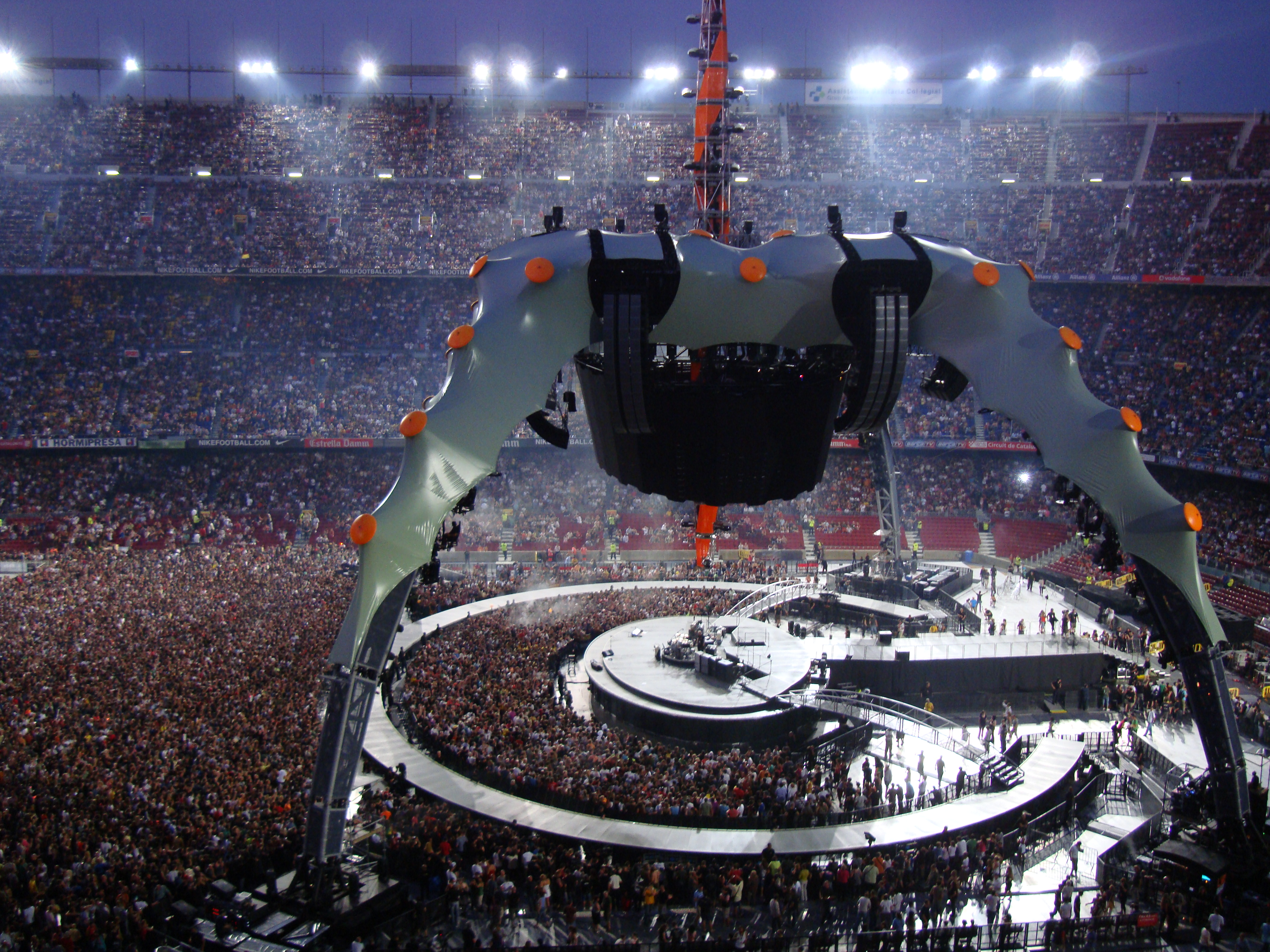
エド・シーランの『+–=÷× Tour』（ヘルシンキ・オリンピックスタジアム）の様子
- U2の『U2 360° Tour』 （カンプ・ノウ）の様子

コンサートツアーは、複数年に渡って大規模に公演を実施することがるため、その観客動員数も多くなる場合が多い。現在、エド・シーランの『÷ Tour』（ディバイド・ツアー）が、過去最高の観客動員数を記録している。このツアーは2017年から2019年にかけて260公演を実施し、合計で8,882,182枚のチケットを販売した。1日で販売したチケット枚数の歴代最高記録は、テイラー・スウィフトが2023年に開催した『The Eras Tour』（2023–2024）のアメリカ・レッグのもので、240万枚のチケットを1日で完売させた。
| アーティスト名                                          | タイトル                                | 開催年    | 公演数  | 販売数      | 備考   | 脚注          |
| ------------------------------------------------------- | --------------------------------------- | --------- | ------- | ----------- | ------ | ------------- |
| エド・シーラン                                          | ÷ Tour                                  | 2017–2019 | 255公演 | 8,882,182枚 |        | [ 47 ]        |
| コールドプレイ                                          | Music of the Spheres World Tour         | 2022–2024 | 132公演 | 約760万枚   | 開催中 | [ 37 ] [ 38 ] |
| U2                                                      | U2 360° Tour                            | 2009–2011 | 110公演 | 7,272,046枚 |        | [ 47 ] [ 49 ] |
| ローリング・ストーンズ                                  | Voodoo Lounge Tour                      | 1994–1995 | 129公演 | 約650万枚   |        | [ 50 ]        |
| ガース・ブルックス                                      | The Garth Brooks World Tour (2014–2017) | 2014–2017 | 390公演 | 約630万枚   |        | [ 51 ]        |
| エルトン・ジョン                                        | Farewell Yellow Brick Road              | 2018–2023 | 330公演 | 約600万枚   |        | [ 36 ]        |
| ローリング・ストーンズ                                  | Steel Wheels/Urban Jungle Tour          | 1989–1990 | 115公演 | 約600万枚   |        | [ 52 ] [ 53 ] |
| ピンク・フロイド                                        | The Division Bell Tour                  | 1994      | 112公演 | 約550万枚   |        | [ 54 ]        |
| ガース・ブルックス                                      | The Garth Brooks World Tour (1996–1998) | 1996–1998 | 220公演 | 約550万枚   |        | [ 55 ]        |
| コールドプレイ                                          | A Head Full of Dreams Tour              | 2016–2017 | 114公演 | 約538万枚   |        | [ 46 ]        |
| ガンズ・アンド・ローゼズ                                | Not in This Lifetime... Tour            | 2016–2019 | 175公演 | 約537万枚   |        | [ 43 ]        |
| U2                                                      | Zoo TV Tour                             | 1992–1993 | 157公演 | 約530万枚   |        | [ 56 ]        |
| ブルース・スプリングスティーン イー・ストリート・バンド | Born in the U.S.A. Tour                 | 1984–1985 | 156公演 | 約500万枚   |        | [ 57 ]        |
| ハリー・スタイルズ                                      | Love On Tour                            | 2021–2023 | 169公演 | 約500万枚   |        | [ 41 ]        |

## 機材の輸送
コンサートツアーにおける最も重要な課題として、パフォーマンスで使用する機材をどのようにして次の開催地へ運搬するかという点が挙げられる。 ツアーの機材運搬は、念入りな準備の下、全ての機材を計画に沿った正しい位置へ時間通りに搬入する必要がある。 
アメリカの自動車雑誌 『オートウィーク』によると、アメリカのシンガーソングライター・テイラー・スウィフトが開催した『The 1989 World Tour』（2015年）では、ステージ、音響機材、楽器、小道具、衣装を運ぶために30台から50台ものトラックを使用したという。また、アメリカの歌手・ビヨンセが『The Formation World Tour』（2016年）でイギリスを訪れた際には、ボーイング747型飛行機を7機、トラックを70台以上使用し、ステージセットやその他の機材を開催地まで運搬した。なお、これにはツアーを運営するスタッフやビヨンセ自身などが移動するために使用した分は含まれていない。

## 課題と代替手段
さまざまな場所に赴くコンサートツアーは、多くの費用、時間、体力が必要となる。ミュージシャンの中には、ツアー期間中は1年以上の間、家族と会うことができない者もある。イギリスの慈善団体・ヘルプ・ミュージシャンズが2015年に行った調査によると、音楽家の約60%がうつ病などの心理的問題に悩まされており、さらに71%はコンサートツアーを課題として挙げていた。

### レジデンシー公演

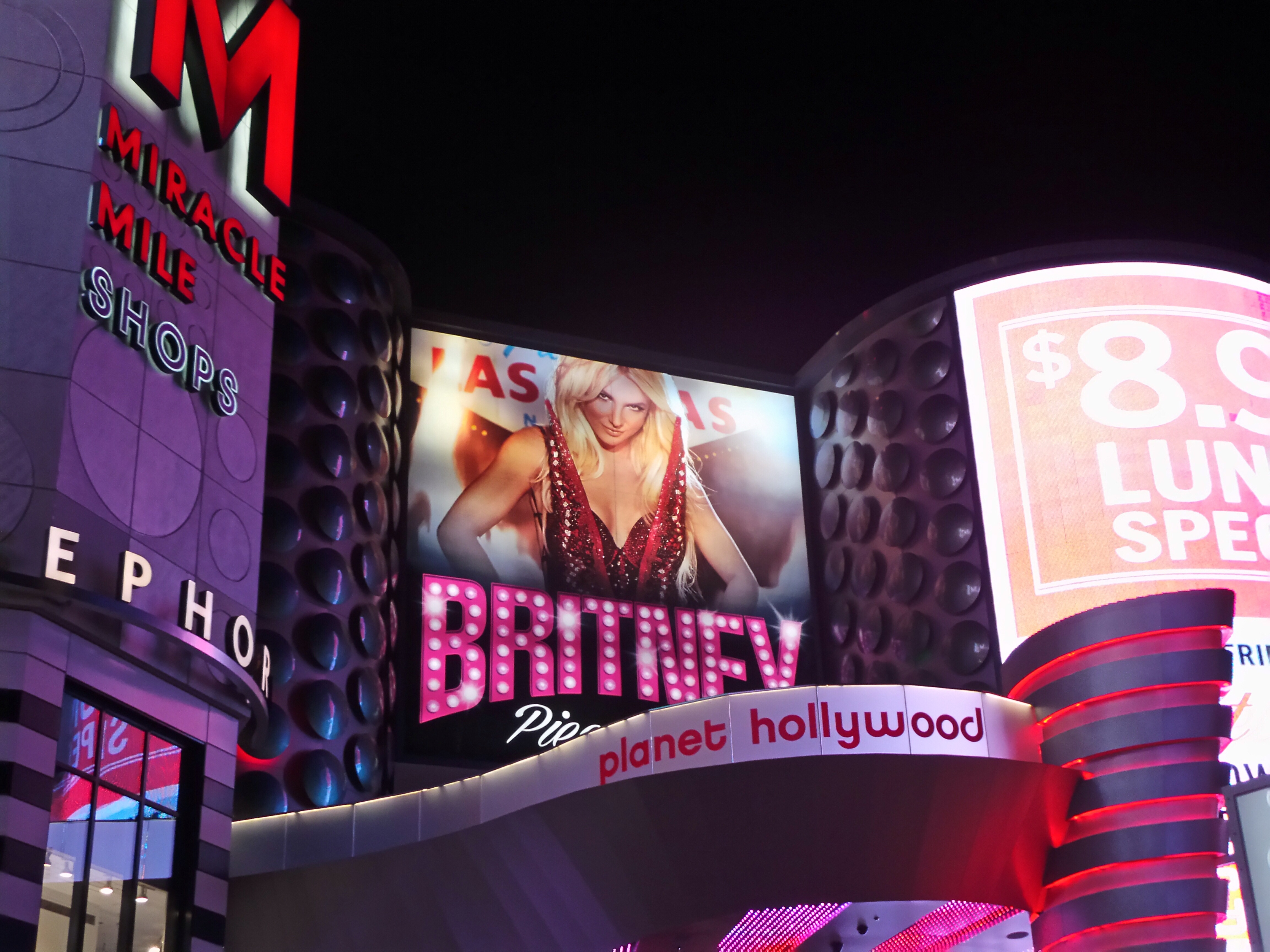
ブリトニー・スピアーズが開催したレジデンス公演『Birthday: Piece of Me』の様子

レジデンシー公演（レジデンシーこうえん、英：Concert Residency、英：Musical Residency）は、コンサートの一種であり、コンサートツアーと似ているが、1ケ所のみで公演を実施することが特徴として挙げられる。アメリカのライブ・コンサート専門誌『Pollstar』は、同じ場所で10以上の公演を行ったものをレジデンシー公演と定義している。レジデンシー公演を開催する歌手や音楽グループなどは、レジデントパフォーマー（英：Resident Performer）と呼ばれる。
レジデンシー公演は、コンサートツアーに代わる手段として提案されている。この形式の公演は1940年代から続いているが、カナダの歌手・セリーヌ・ディオンによって行われた『A New Day...』（2003年–2007年）の成功により、21世紀以降に再度活発となった。 
アメリカの歌手・レディー・ガガは、ツアーによって悪化する可能性がある線維筋痛症の病状を鑑みて、『Joanne World Tour』（2018年）のヨーロッパ・レッグを中止し、ラスベガスでレジデンス公演を実施した。